# Vladislav Ternavskij
Vladislav Michajlovič Ternavskij (in russo Владислав Михайлович Тернавский?; Kiev, 2 maggio 1969) è un allenatore di calcio ed ex calciatore russo, di ruolo difensore.

## Palmarès
- Campionato russo: 1

Spartak Mosca: 1994
- Coppa di Russia: 1

Spartak Mosca: 1993-1994
- Campionato kazako: 1

Ertis: 2002